# SpaceX CRS-26
SpaceX CRS-26 byla zásobovací mise lodi Dragon 2 společnosti SpaceX k Mezinárodní vesmírné stanici (ISS), celkem šestá v rámci programu Commercial Ressuply Services 2. Start kosmické lodi s necelými 3 tunami zásob a provozního a vědeckého materiálu se uskutečnil 26. listopadu 2022, let skončil 11. ledna 2023.

## Kosmická loď Cargo Dragon

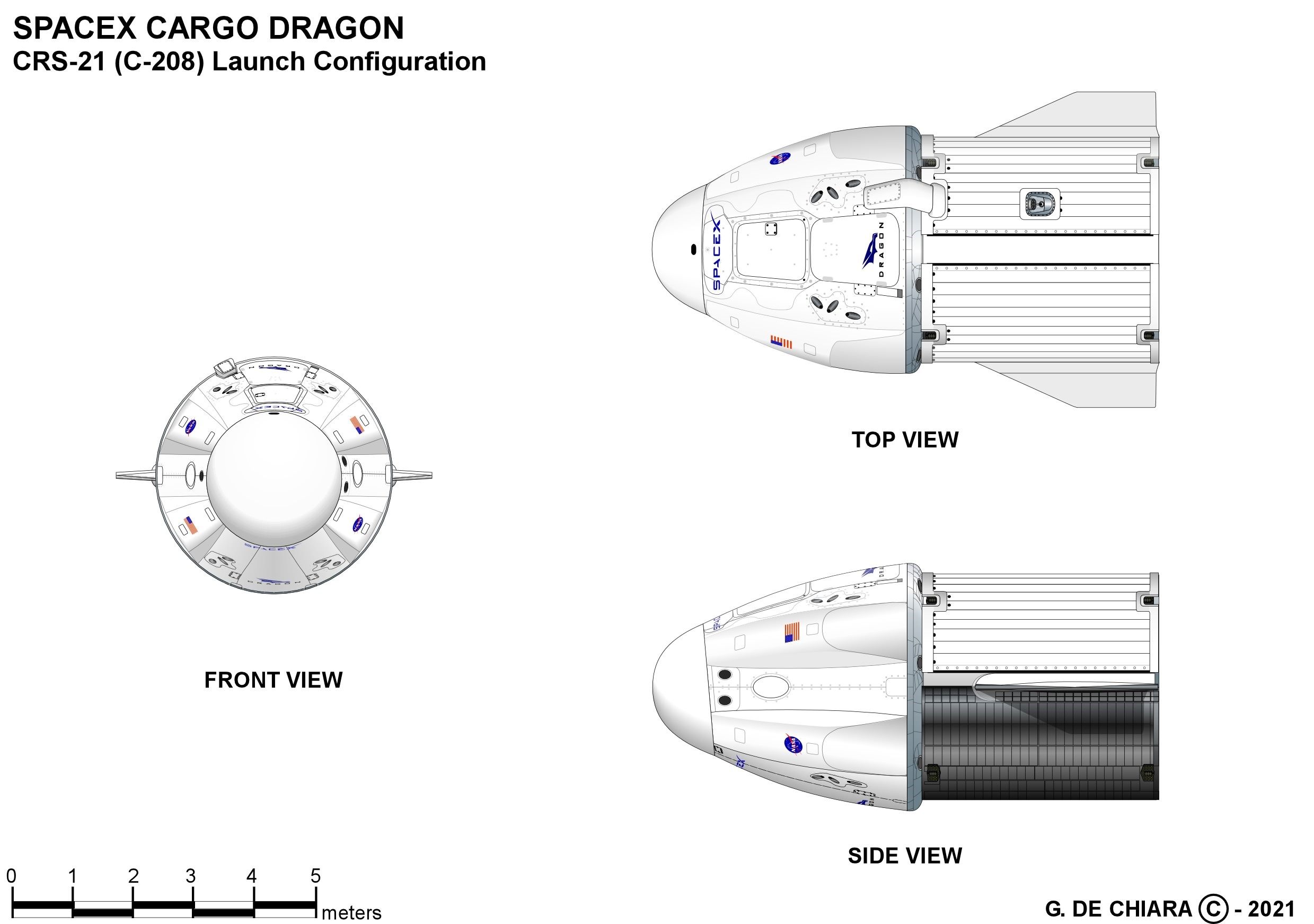
Cargo Dragon ve startovní konfiguraci.

Cargo Dragon je nákladní kosmická loď navržená společností SpaceX, v současnosti jediný prostředek schopný dopravit náklad nejen ze Země na nízkou oběžnou dráhu, ale také nazpět. Tvoří ji znovupoužitelná kabina kónického tvaru a nástavec v podobě dutého válce (tzv. trunk). V kabině je pro náklad určen hermetizovaný prostor 9,3 m3 a v nástavci nehermetizovaných 12,1 m3 pro náklad, který nemusí být přepravován v kabině, zejména proto, že bude umístěn na vnějším povrchu ISS. Sestava kabiny a nástavce ve startovní pozici měří na výšku 8,1 metru a v průměru má 4 metry.
Celková nosnost lodi při startu je 6 000 kg na oběžnou dráhu a až 3 307 kg na ISS, z toho až 800 kg v nástavci. Zpět na Zemi může loď dopravit až 3 000 kg nákladu a v nástavci, který před přistáním odhodí, až 800 kg odpadu z ISS. SpaceX uvádí životnost lodi 75 dní, NASA však využívá zhruba polovinu této doby a nákladní Dragony se na Zemi vracejí po 5 až 6 týdnech.

## Průběh letu
Zcela nová kabina C211 měla odstartovat ke svému prvnímu letu 18. listopadu 2022 ve 22:27 UTC na špici rakety Falcon 9 z Kennedyho vesmírného střediska na Floridě. NASA však osm dní před plánovaným startem rozhodla kvůli blížícímu se hurikánu Nicole o posunu na nový termín, 21. listopadu ve 21:19 UTC. Další odklad o jeden den, tentokrát kvůli zjištěnému úniku chladicí látky v lodi Dragon 2, byl oznámen 18. listopadu. Start se měl uskutečnit 22. listopadu v 20:54 UTC, ale jen o několik hodin dříve byl zrušen kvůli nepříznivému počasí. NASA současně oznámila nový termín.
Start se uskutečnil 26. listopadu 2022 v 19:20:43 UTC. Loď bez potíží doputovala na oběžnou dráhu, poprvé použitý exemplář nosiče Falcon 9 stejně bez problémů přistál na přistávací plošině v Atlantiku.
Kabina se 27. listopadu ve 12:39 UTC připojila ke stanicí. Odpojila se po 43 dnech, 9. ledna 2023 ve 22:05 UTC a o 36 hodin později, 11. ledna 2023 v 10:19 UTC přistála u pobřeží Floridy, v blízkosti města Tampa.

## Užitečné zatížení

### Při příletu
Dragon 2 doručil na ISS 3 528 kg nákladu v hermetizované kabině i mimo ni v otevřeném nákladovém prostoru. Náklad tvořily:
- zásoby pro posádku, zejména potraviny a osobní věci (1 062 kg),
- vybavení pro výstupy do volného prostoru (25 kg),
- hardware pro údržbu a rozvoj stanice (296 kg),
- počítačové vybavení (12 kg),
- materiály a technika pro vědecký program NASA a jejích partnerů (937 kg včetně 11 cubesatů určených k vypuštění ze stanice[14][15]),
- materiál v nehermetizovaném nákladovém prostoru (1 196 kg).

Mimo kabinu byl umístěn další pár nových solárních panelů iROSA, které posádka ISS nainstalovala na místa na hlavním nosníku stanice při dvou výstupech do volného prostoru v prosinci 2022.
Vědecký náklad byl tvořen množstvím experimentů, např.:
- Veg05 – Pro dlouhodobou přítomnost astronautů ve vesmíru je nezbytný nepřetržitý zdroj výživné potravy. Obvyklou balenou stravu astronautů je ale vhodné doplňovat čerstvými potravinami, které mohou být (a jsou) dováženy zásobovacími lety, anebo vyrostlé přímo ve vesmíru. Astronauti už testovali rostlinnou jednotku Veggie a úspěšně vypěstovali několik druhů listové zeleniny. Tentokrát se experimentátoři zaměřili na minirajčata.
- Moon Microscope je testovací sada pro lékařskou diagnostiku za letu, která obsahuje přenosný ruční mikroskop a malé samostatné zařízení pro barvení krevních vzorků. Astronaut odebere a obarví vzorek krve, získá snímky pomocí mikroskopu a přenese snímky na Zemi, kde je letoví lékaři používají k diagnostice nemocí a případnému stanovení léčby. Souprava by vedle toho mohla poskytnout členům posádky na palubě kosmické lodi a stanice během letu nebo povrchu Měsíce či Marsu také možnost testovat vodu, potraviny a povrchy na přítomnost škodlivých látek a kontaminací.
- Extrusion (Vytlačování) je testem technologie využívající tekutou pryskyřici k vytváření tvarů a forem, které nelze vytvořit v zemské gravitaci. Ta totiž deformuje velké předměty, například nosníky používané ve velkých budovách, zatímco v mikrogravitaci na oběžné dráze je možní vyrábět delší a tenčí konstrukce bez takové deformace. Fototvrdnoucí pryskyřice se v testu vstřikovala do předem připravených pružných forem, přičemž kamera snímala průběh tohoto procesu. Zkoumají se tak možnost využít této technologie forem pro stavbu struktur ve vesmíru, jako jsou vesmírné stanice, solární panely a zařízení.
- BioNutrients-2 je druhou fázi pětiletého programu zahájeného v roce 2019. Ten je zaměřen na problematiku odpovídající výživy astronautů, která je klíčovou výzvou pro udržení zdraví a výkonu posádky při budoucích dlouhých vesmírných misích. Mnohé vitamíny, živiny a farmaceutické přípravky mají omezenou trvanlivost, a tak by mohla zdraví posádky pomoci schopnost vyrábět tyto látky na vyžádání v okamžiku potřeby. V druhé etapě se testuje systém pro výrobu klíčových živin z jogurtu, fermentovaného mléčného výrobku (kefír) a kvasnicového nápoje. Oproti první etapě BioNutrients-1 je tentokrát využit menší systém s vyhřívaným inkubátorem, který podporuje růst prospěšných mikroorganismů.

### Při návratu
Loď při návratu na Zemi odvezla ze stanice asi 2 000 kg různého materiálu, zejména výsledky vědeckých experimentů provedených na palubě. Nechybělo ani různé technické vybavení, mimo jiné vysokotlaké nádrže na kyslík a dusík určené pro další naplnění před budoucím vynesením zpět na ISS, nebo katalytický reaktor pro systém podpory života stanice, který bude spolu s dalšími přístroji před návratem zpět na stanici renovován.

## Galerie

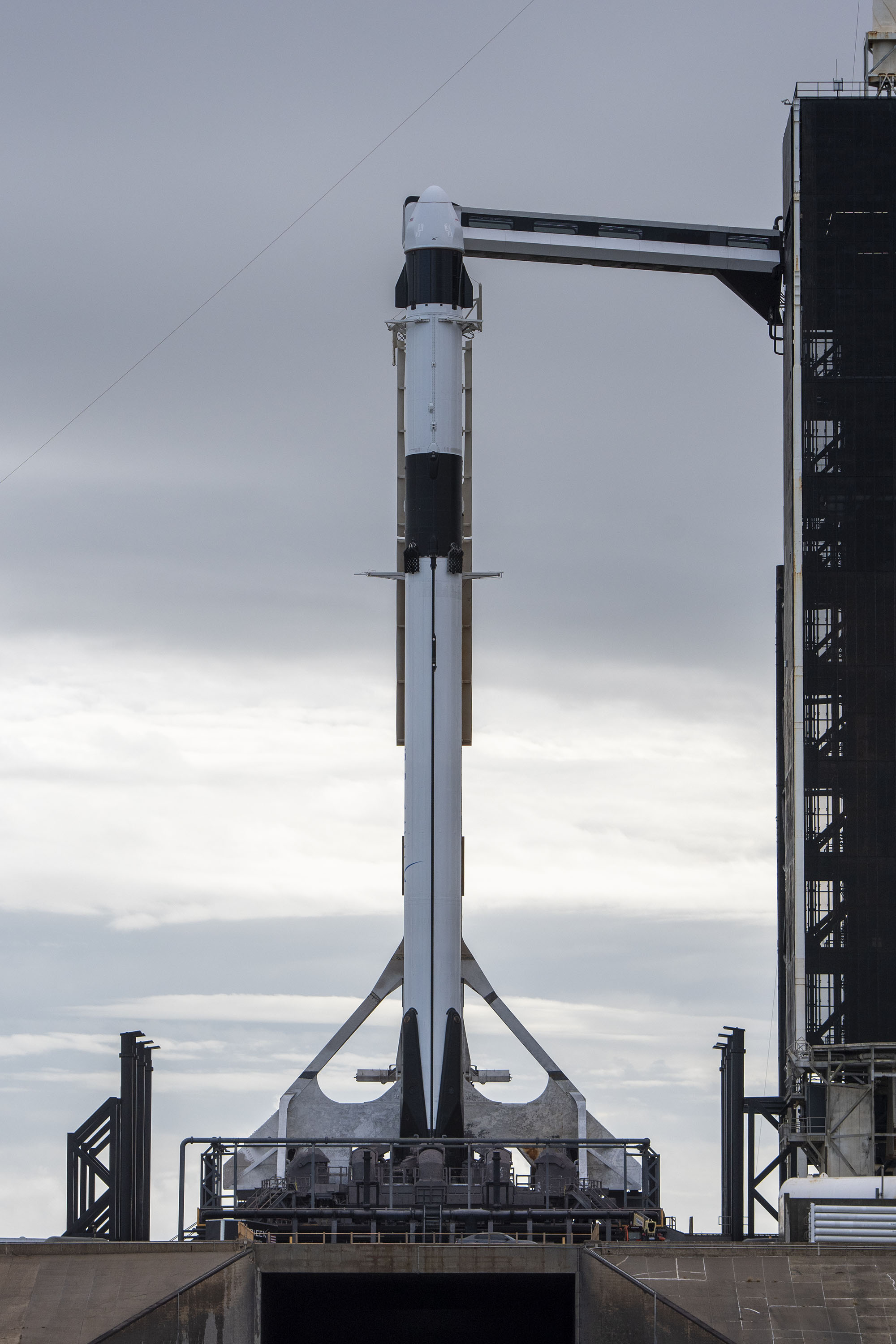
CRS-26 při předstartovních přípravách.
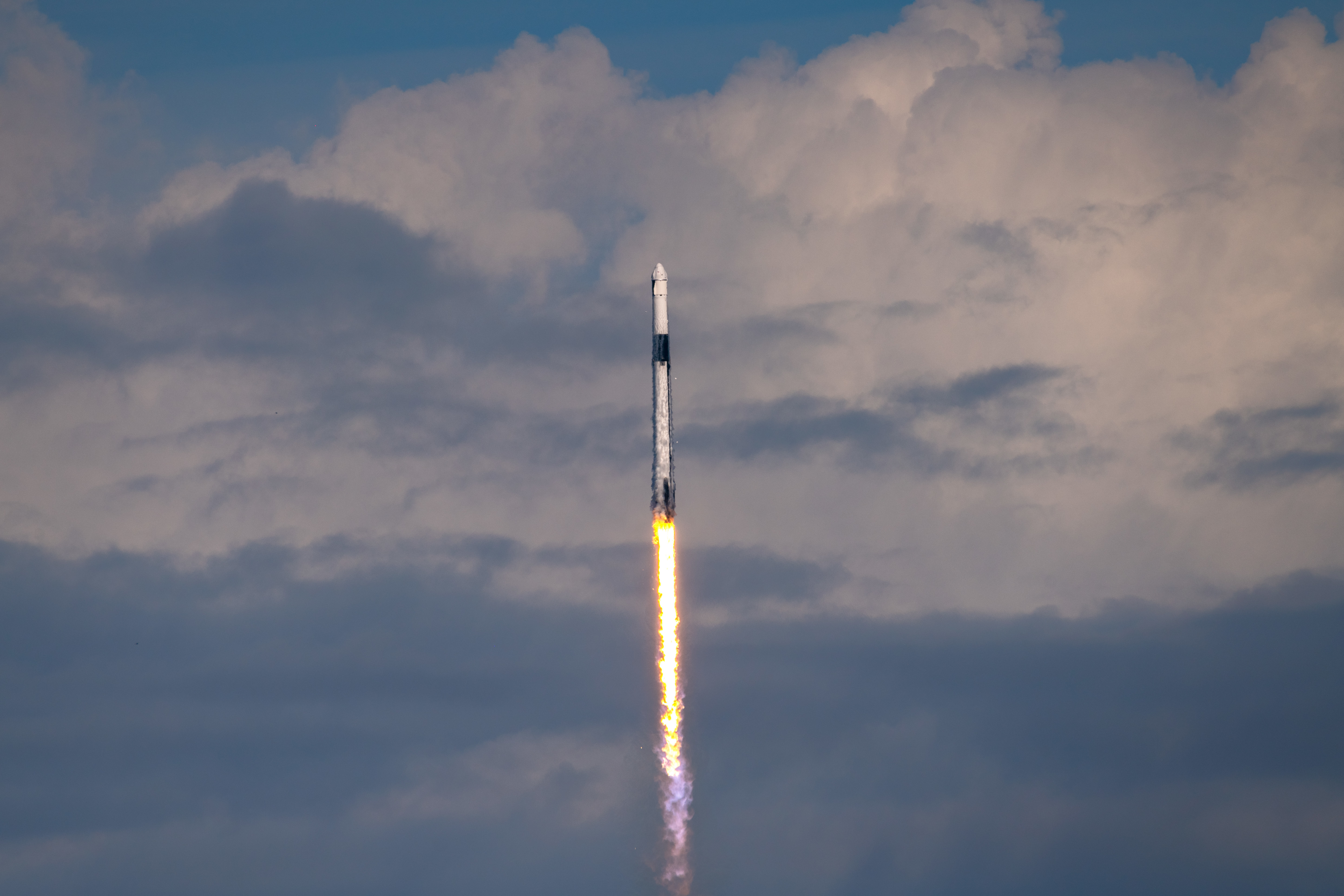
Start letu.
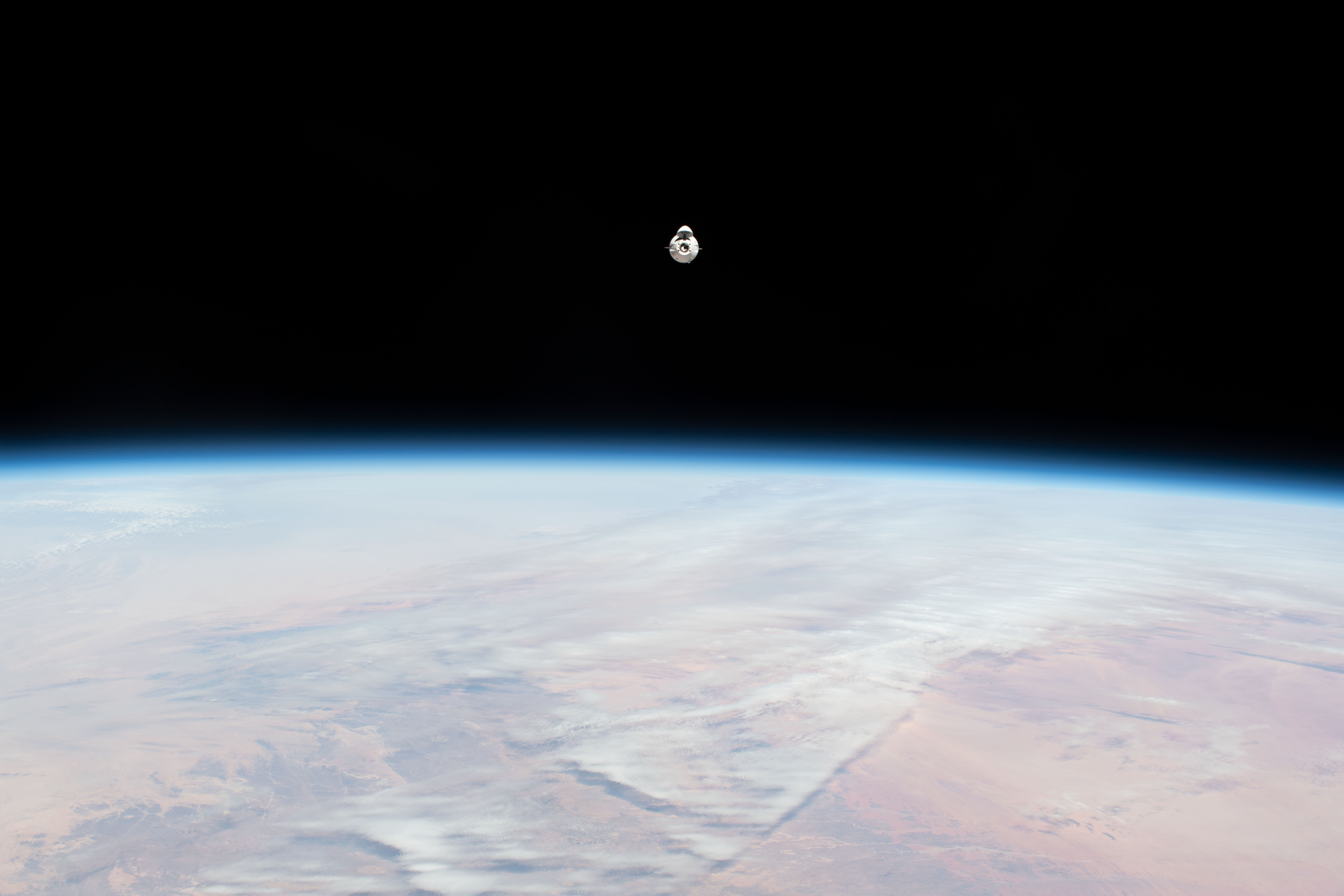
Přílet k ISS, 27. listopadu 2022.
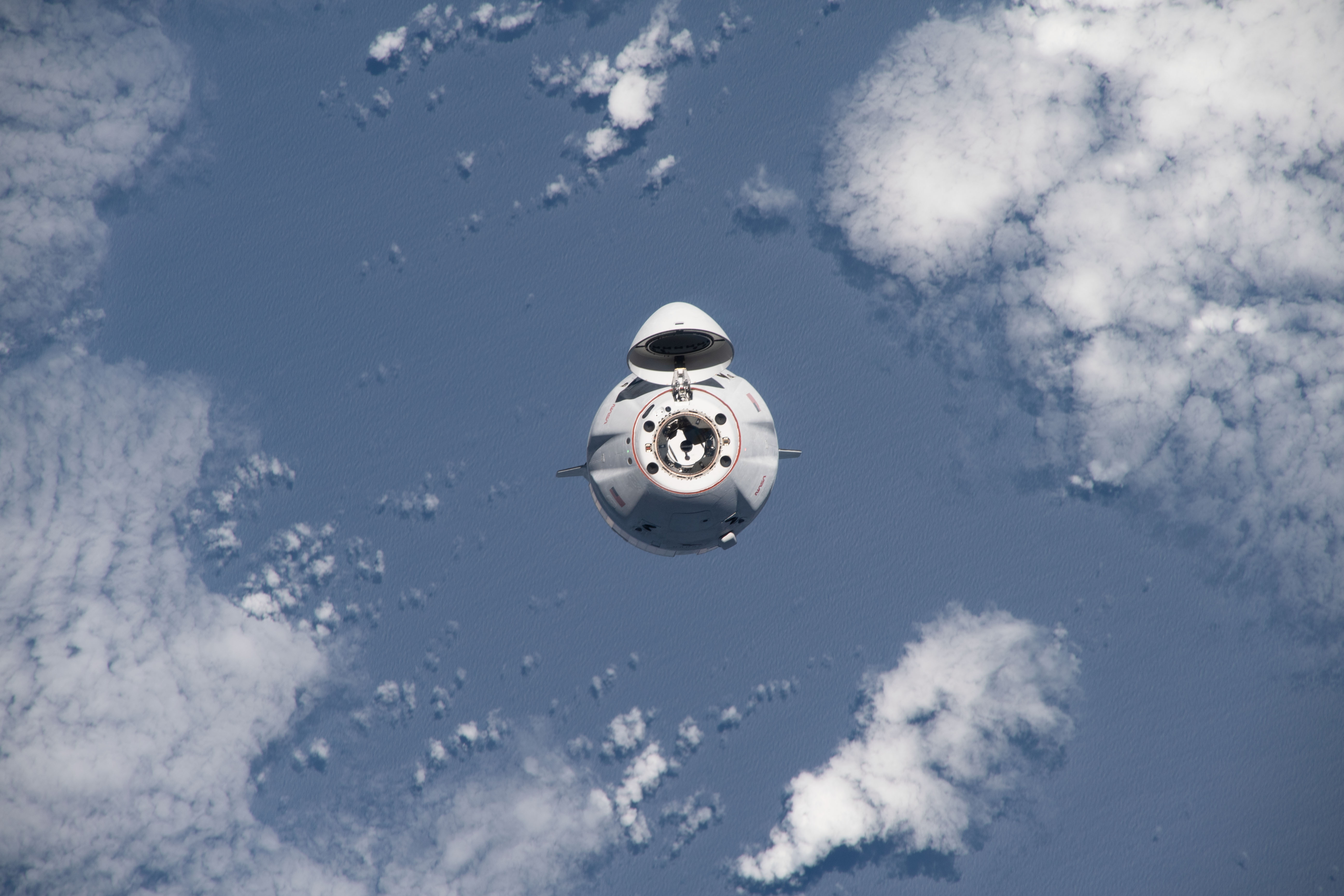
CRS-26 při finálním přiblížení.